# The Quiet American (película de 1958)
The Quiet American, traducida como El estadounidense impasible (Argentina) o El americano tranquilo (en España), es una película de Joseph Leo Mankiewicz basada en el libro The Quiet American (El estadounidense impasible) de Graham Greene. Es la primera versión cinematográfica de la novela, pues en 2002 Phillip Noyce dirigió otra versión, The Quiet American.

## Relación con la novela
Como explica el profesor Víctor Conenna en la Revista Letraceluloide, en principio, la adaptación se ajusta al texto casi al pie de la letra para apartarse en lo esencial: la misión de Alden Pyle en Vietnam. Este cambio hace que el personaje se convierta en un inocente agente comercial y deje de ser un peligroso espía de la OSS (antecesora de la CIA) tal como lo había concebido Grahan Greene. De esta forma, lo que en la novela es una fuerte crítica al intervencionismo estadounidense en el sudeste asiático pasa a ser en la película un alegato a favor de dicha política.
- Datos: Q431531